# Barga-Peulh (Barga)
Pour les articles homonymes, voir Barga (homonymie).
Ne doit pas être confondu avec Barga-Peulh (Bouroum).
Barga-Peulh est une localité située dans le département de Barga de la province du Yatenga dans la région Nord au Burkina Faso. 

## Histoire
Le 8 mars 2020, les villages de Barga-Peulh et Dinguila-Peulh subissent une attaque de groupes d'autodéfense, en représailles aux actions jihadistes auxquelles participent fréquemment des Peulhs dans le contexte de l'Insurrection djihadiste au Burkina Faso, qui fait une quarantaine de morts.

## Démographie
Lors du recensement de 2006, on y a dénombré 128 habitants. Comme son nom l'indique – pour la distinguer de Barga-Mossi –, ce sont des Peuls.

## Santé et éducation
Le centre de soins le plus proche de Barga-Peulh est le centre de santé et de promotion sociale (CSPS) de Barga-Mossi tandis que le centre médical régional (CMR) se trouve à Ouahigouya.